# Christiane Jolissaint
Christiane Jolissaint (* 12. September 1961 in Vevey) ist eine ehemalige Schweizer Tennisspielerin.

## Karriere
Jolissaint gewann auf der WTA Tour fünf Doppeltitel. 1984 erzielte sie mit dem Halbfinaleinzug im Doppel der US Open ihr bestes Grand-Slam-Ergebnis. Ihre besten Weltranglistenpositionen erreichte sie mit Platz 28 im Einzel und Platz 26 im Doppel.
1977 spielte die erstmals für die Schweizer Fed-Cup-Mannschaft, für die sie in 40 Partien (ausgeglichene Bilanz) eingesetzt wurde; von 2008 bis 2012 war sie deren Teamchefin.

## Turniersiege

### Doppel
| Nr. | Datum           | Turnier    | Kategorie   | Belag           | Partnerin          | Finalgegnerinnen                   | Ergebnis      |
| --- | --------------- | ---------- | ----------- | --------------- | ------------------ | ---------------------------------- | ------------- |
| 1.  | 14. Mai 1983    | Lugano     | WTA         | Sand            | Marcella Mesker    | Petra Delhees Patricia Medrado     | 6:2, 3:6, 7:5 |
| 2.  | 29. Januar 1984 | Pittsburgh | WTA         | Teppich (Halle) | Marcella Mesker    | Anna Maria Fernández Trey Lewis    | 7:6, 6:4      |
| 3.  | 12. Mai 1984    | Lugano     | WTA         | Sand            | Marcella Mesker    | Iva Budařová Marcela Skuherská     | 6:4, 6:3      |
| 4.  | 9. Januar 1988  | Sydney     | WTA Tier IV | Rasen           | Ann Henricksson    | Claudia Kohde-Kilsch Helena Suková | 7:6, 4:6, 6:3 |
| 5.  | 21. Mai 1988    | Genf       | WTA Tier V  | Sand            | Dinky van Rensburg | Maria Lindström Claudia Porwik     | 6:1, 6:3      |

## Abschneiden bei Grand-Slam-Turnieren

### Einzel
| Turnier         | 1980 | 1981 | 1982 | 1983 | 1984 | 1985 | 1986  | 1987 | 1988 | Karriere |
| --------------- | ---- | ---- | ---- | ---- | ---- | ---- | ----- | ---- | ---- | -------- |
| Australian Open | 1    | —    | 1    | —    | AF   | 2    | n. a. | 3    | 1    | AF       |
| French Open     | 1    | 1    | —    | 2    | 1    | 3    | 1     | —    | 2    | 3        |
| Wimbledon       | 2    | 2    | —    | 2    | 2    | 1    | 1     | —    | 2    | 2        |
| US Open         | 1    | —    | —    | 1    | 1    | 1    | 1     | —    | —    | 1        |

Zeichenerklärung: S = Turniersieg; F, HF, VF, AF = Einzug in den Final / Halbfinal / Viertelfinal / Achtelfinal; 1, 2, 3 = Ausscheiden in der 1. / 2. / 3. Hauptrunde; Q1, Q2, Q3 = Ausscheiden in der 1. / 2. / 3. Runde der Qualifikation; n. a. = nicht ausgetragen

### Doppel
| Turnier         | 1980 | 1981 | 1982 | 1983 | 1984 | 1985 | 1986  | 1987 | 1988 | Karriere |
| --------------- | ---- | ---- | ---- | ---- | ---- | ---- | ----- | ---- | ---- | -------- |
| Australian Open | AF   | —    | VF   | —    | AF   | 1    | n. a. | AF   | AF   | VF       |
| French Open     | AF   | 1    | —    | 1    | 2    | 1    | 2     | —    | 1    | AF       |
| Wimbledon       | 1    | 1    | 1    | 2    | 2    | 1    | 1     | —    | 2    | 2        |
| US Open         | AF   | —    | —    | —    | HF   | AF   | 2     | —    | —    | HF       |

### Mixed
| Turnier         | 1981              | 1982              | 1983              | 1984              | 1985              | 1986              | 1987 | 1988 | Karriere |
| --------------- | ----------------- | ----------------- | ----------------- | ----------------- | ----------------- | ----------------- | ---- | ---- | -------- |
| Australian Open | nicht ausgetragen | nicht ausgetragen | nicht ausgetragen | nicht ausgetragen | nicht ausgetragen | nicht ausgetragen | HF   | —    | HF       |
| French Open     | —                 | —                 | —                 | —                 | AF                | 1                 | —    | VF   | VF       |
| Wimbledon       | 1                 | —                 | AF                | —                 | AF                | 2                 | —    | —    | AF       |
| US Open         | —                 | —                 | —                 | —                 | —                 | —                 | —    | —    | —        |